# 張義方
張義方，五代十国南唐官员。
南唐烈祖受杨吴禪让，任命張義方為侍御史。張義方就職就上疏请求皇帝整顿吏治、广开言路。烈祖见到奏疏，大加稱賞。宣示朝野，賜張義一襲方衣以表彰其直言。張義方开始名叫張元達，烈祖取前朝王义方之名为他改名。張義方常令道士陳友合，在牛頭山炼丹，未成。得病后，命子弟从丹炉里取出一丸，吃了，于是病卒。